# ناتاليا روميرو
ناتاليا روميرو (بالإسبانية: Natalia Romero)‏ هي لاعبة كرة الريشة كولومبية، ولدت في 1997.

## وصلات خارجية
- ناتاليا روميرو على موقع BWF.tournamentsoftware.com (الإنجليزية)
- ناتاليا روميرو على موقع BWFbadminton.com (الإنجليزية)